# Lądowisko Poznań-Szpital Wojewódzki
Lądowisko Poznań-Szpital Wojewódzki – lądowisko sanitarne w Poznaniu, w województwie wielkopolskim, przy ul. Juraszów 7/19. Przeznaczone jest do wykonywania startów i lądowań śmigłowców sanitarnych i ratowniczych w dzień i w nocy o dopuszczalnej masie startowej do 5700 kg.
Zarządzającym lądowiskiem jest Szpital Wojewódzki "Lutycka" w Poznaniu. W roku 2012 zostało wpisane do ewidencji lądowisk Urzędu Lotnictwa Cywilnego pod numerem 106